# Garra surendranathanii
Garra surendranathanii är en fiskart som beskrevs av Shaji, Arun och Easa, 1996. Garra surendranathanii ingår i släktet Garra och familjen karpfiskar. IUCN kategoriserar arten globalt som starkt hotad. Inga underarter finns listade i Catalogue of Life.